# Galleria Regionale della Sicilia

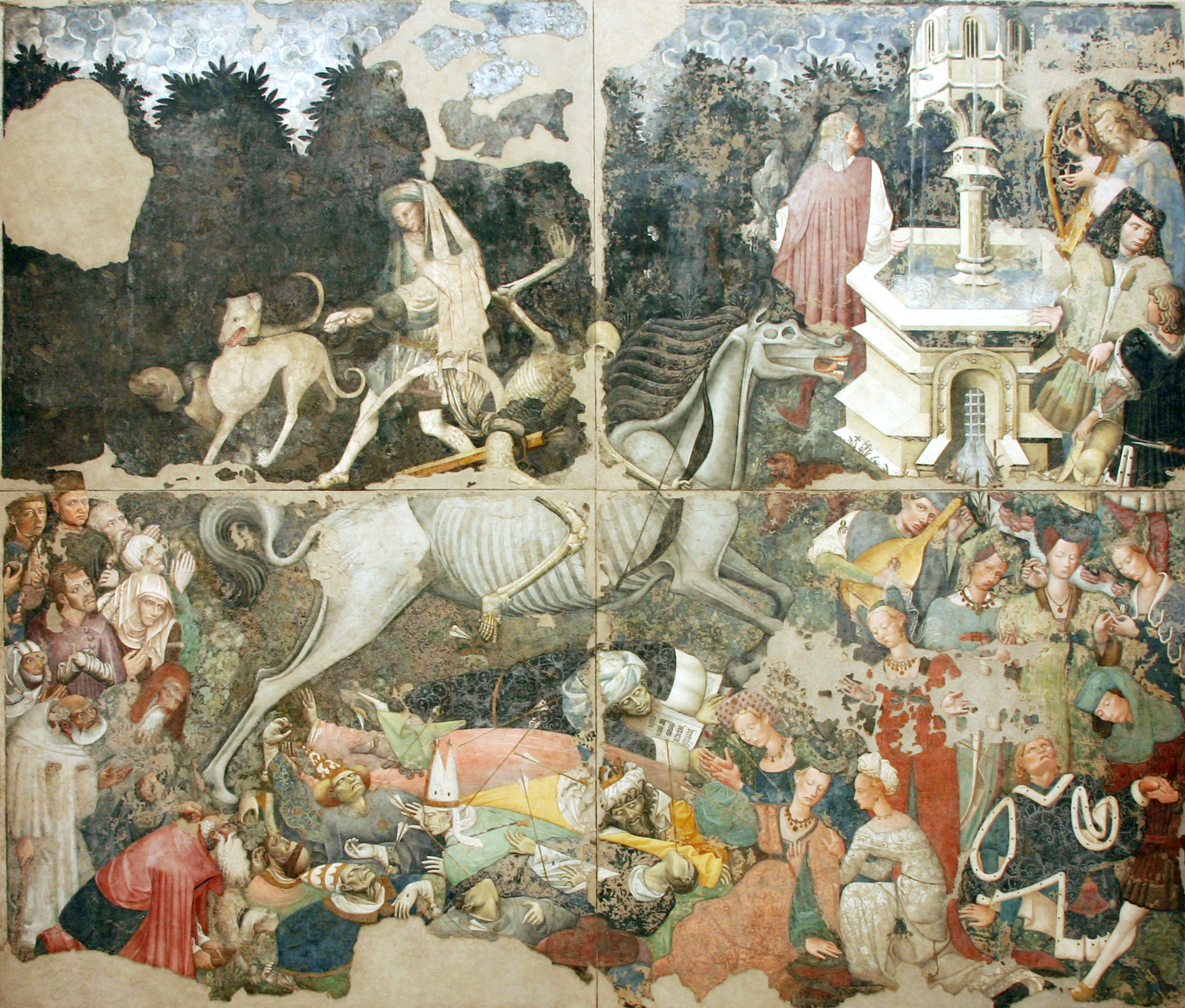
Fresko „Triumph des Todes“

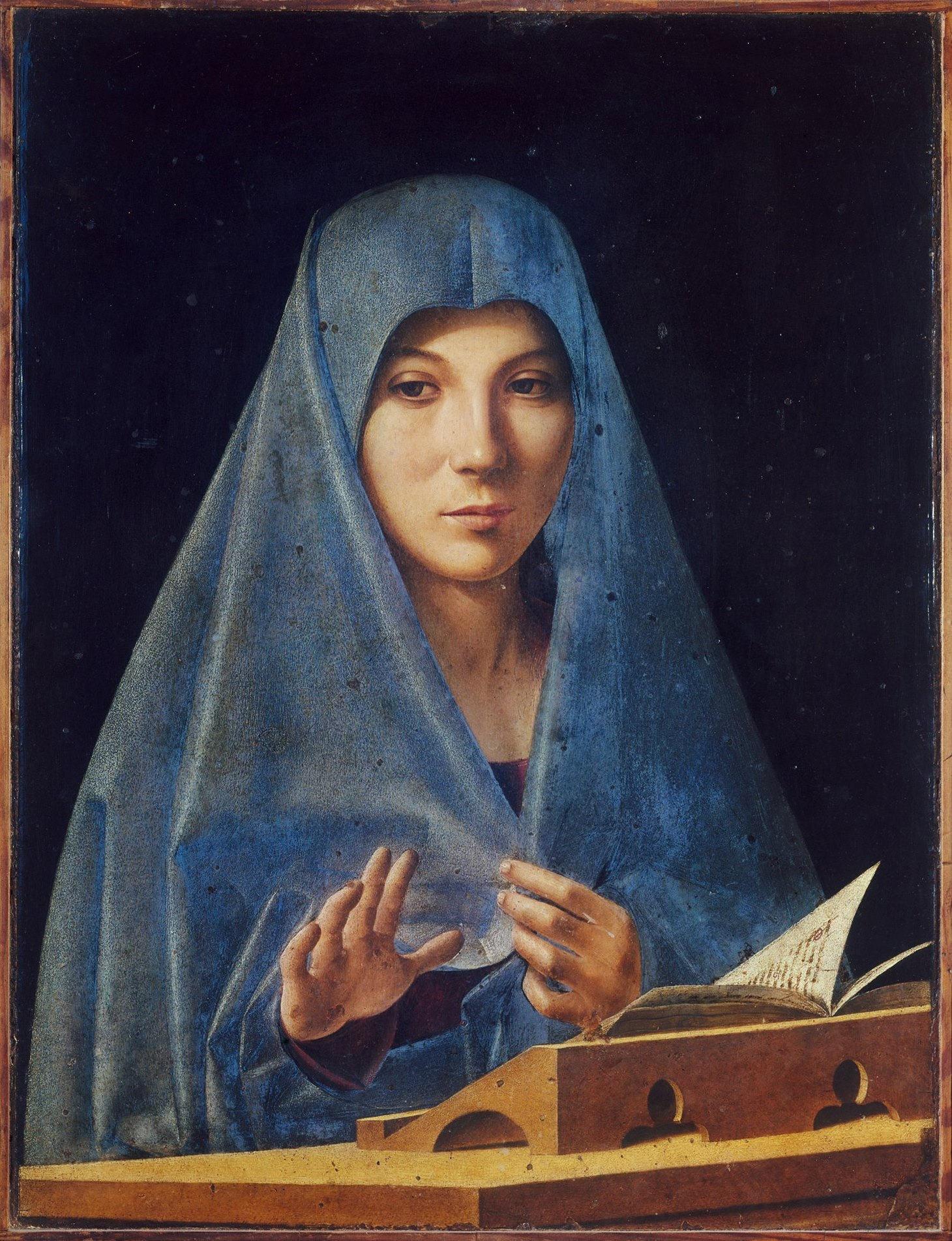
Die „Annunziata di Palermo“ von Antonello da Messina

Die Galleria Interdisciplinare Regionale della Sicilia in Palermo ist Siziliens umfangreichstes Kunstmuseum. Es befindet sich in der Altstadt an der Via Alloro im Palazzo Abatellis und zeigt Werke der sizilianischen Malerei und Bildhauerei vom Mittelalter bis zur Neuzeit.  Das Museum ist seit dem 23. Juni 1954 für die Öffentlichkeit zugänglich.

## Sammlung
Zu den Hauptwerken der Sammlung zählt ein Fresko mit dem Motiv Triumph des Todes in der ehemaligen Palastkapelle. Es wurde im 15. Jahrhundert von einem unbekannten Meister für das Bürgerhospital im Palazzo Sclafani gemalt. Ein weiteres Hauptwerk ist das Porträt der Verkündigungsmadonna „Annunziata di Palermo“ des Renaissancemalers Antonello da Messina. 
Neben zahlreichen Gemälden beherbergt das Museum Plastiken (12. bis 16. Jahrhundert), darunter Skulpturen von Antonello Gagini und Vincenzo Gaggini, und maurische Keramik (13. bis 16. Jahrhundert).

## Trivia
Das erste der genannten Gemälde wird im Spielfilm Palermo Shooting des Regisseurs Wim Wenders von 2008 gezeigt und interpretiert, das zweite stellte eine Inspirationsquelle für die weibliche Hauptfigur dar.